# ISO 13849-2:2003
ISO/IEC 13849:2003 es un estándar que especifica los procedimientos y pautas a seguir para la validación mediante análisis y pruebas de las funciones de seguridad apropiadas para asegurar la seguridad en los sistemas de control. Sin embargo, esta norma internacional no proporciona requisitos de validación completos para sistemas electrónicos programables, y por lo tanto puede requerir la utilización de otras normas que la complementen. El estado de este estándar actualmente es retirado y su fecha de publicación fue en agosto de 2003.

## Categorización del estándar

### Según su origen
Según su origen, este estándar se categoriza como un estándar de Iure o Jure, ya que es un estándar formal y legal acordado y respaldado por un organismo internacional de estandarización autorizado como es ISO (International Organization for Standarization).
Esta norma ha sido desarrollada por el Comité Técnico ISO/TC 199 "Safety of machinery"  perteneciente a la Organización Internacional de Estandarización y ha sido asumido como EN ISO 13849-2:2008 por el Comité Técnico CEN/TC 114 "Safety of machinery" cuya secretaría está en manos de DIN.
La actividad del Comité Técnico ISO/TC 199 se basa en la estandarización de conceptos básicos y principios generales para la seguridad de la maquinaria que incorpora terminología, metodología, protecciones y dispositivos de seguridad en el marco de la Guía 51 de ISO/IEC y en cooperación con otros comités técnicos de ISO e IEC.

### Según sus posibilidades de aplicación
Este estándar es considerado como abierto debido a que su base es la cooperación y el consenso entre un grupo de personas, permitiendo que dichas personas compartan información libremente. Además, para la aprobación de esta norma fue necesaria la aprobación de un 75% de los organismos nacionales.
Por otro lado, este estándar podría considerarse en ciertos aspectos como cerrado ya que para la obtención de la documentación del mismo hay que realizar el correspondiente pago.
Sin embargo, lo que nos determina realmente la consideración de la norma es que no estamos obligados al pago de "royalties" para su utilización, por lo tanto, se considera un estándar abierto.

### Según la materia que estandarizan
Esta norma estandariza los procesos para la validación mediante el análisis y las pruebas de las funciones de seguridad que deben implementar los sistemas electrónicos programables para asegurar su completa seguridad.

### Según su ámbito de aplicación
Esta norma es de ámbito internacional, cuyos derechos están protegidos por Copyright por la Organización Internacional de Estandarización (ISO) y el Instituto de Ingeniería Eléctrica y Electrónica (IEEE). 
Ni esta norma, ni cualquier extracto de la misma puede ser reproducida, almacenada o transmitida a través de medios electrónicos, fotocopia, grabación o cualquier otro, sin permiso previo. La solicitud de autorización deberá dirigirse a las entidades correspondientes de ISO e IEEE.

## Historia del estándar
Esta norma es la implementación de Reino Unido de la norma EN ISO 13849-2:2008. Ambas son idénticas pero esta última reemplazó a la versión de 2003 que se encuentra como retirada. La participación del Reino Unido en la elaboración de dicha norma fue encomendada al Comité Técnico MCE/3, Protección de Máquinas.
Mediante la ratificación de este documento a finales de noviembre de 2008, esta norma europea recibió el rango de norma nacional. Además este documento ha sido elaborado bajo un mandato dirigido a CEN (Comité Europeo de Normalización) por la Comisión Europea y la Asociación Europea de Libre Comercio, para proporcionar un medio de ajustarse a los requisitos esenciales del nuevo enfoque de la Directiva 98/37 de la CE.

El estándar completo, ISO 13849 consta de las siguientes partes, bajo el título general "Seguridad de las máquinas - partes relacionadas con la seguridad de los sistemas de control":
- Parte 1: Principios generales para el diseño.
- Parte 2: Validación.
- Parte 3: Directrices para el uso y aplicación de la Norma ISO 13849-1

## Descripción general del estándar
Esta norma europea especifica los procedimientos y condiciones que deben seguirse para la validación por análisis y pruebas de:
- Las funciones de seguridad
- La categoría lograda

de las partes relacionadas con la seguridad del sistema de control de acuerdo con la norma EN954-1 (ISO13849-1), usando la lógica de diseño proporcionada por el diseñador.
Esta norma no plantea requisitos completos de validación para sistemas electrónicos programables y por lo tanto puede requerir el uso de otras normas que la complementen.
El propósito de esta norma y del proceso de validación es confirmar la especificación y la conformidad del diseño de las piezas con la seguridad operacional del sistema de control, dentro de la especificación general de los requisitos de seguridad de la maquinaria.
Esta norma europea incorpora por referencia, con o sin fecha, disposiciones de otras publicaciones.
EN 292-1: 1991 (ISO/TR 12100: 1992). Seguridad de las máquinas - Conceptos básicos, principios generales de diseño - Parte 1: Terminología básica.
EN 954-1: 1996 (ISO 13849-1: 1999). Principios generales de diseño: Seguridad de las máquinas - Parte 1: Partes de los sistemas de control de seguridad relacionado.

## Procesos de validación

### Principios de validación
El propósito del proceso de validación es confirmar la especificación y la conformidad del diseño de las piezas con la seguridad operacional del sistema de control dentro de la especificación general de los requisitos de seguridad de la maquinaria.

La validación debe demostrar que cada parte relacionada con la seguridad cumple con los requisitos de la norma EN 954-1 (ISO 13849-1), en particular:
- Las características de seguridad especificadas de las funciones de seguridad proporcionadas por esa parte, como se establece en la lógica de diseño.
- Los requisitos de la categoría especificada en EN 954-1: 1996[1]

### Listas de errores genéricos
El proceso de validación implica la consideración de la conducta de las partes relacionadas con la seguridad del sistema de control para todos los fallos que han de considerarse. La lista de errores genéricos contienen:
- Los componentes que deben incluirse, por ejemplo, conductores, cables, etc.
- Los defectos que han de tomarse en cuenta, por ejemplo, cortocircuitos entre conductores.
- Las exclusiones de defectos permitidos.
- Una sección de observaciones indicando los motivos de las exclusiones de defectos.

Solo las fallas permanentes se tendrán en cuenta.

### Lista de errores específicos
Una lista de fallos relacionada con el producto específico se genera como un documento de referencia para el proceso de validación de la parte relacionada con la seguridad. Esta lista incluye:
- Las faltas tomadas de la lista genérica que deben incluirse.
- Los demás fallos relevantes para ser incluidos, pero que no se corresponden con la lista genérica.
- Las faltas de la lista genérica que pueden ser excluidas y pueden cumplir al menos alguno de los criterios dados.

Y de forma excepcional:
- Los otros fallos relevantes, desde la lista genérica pero que no permiten la exclusión de dicha lista, junto con una justificación y una justificación de su exclusión.

Cuando esta lista no se basa en la lista genérica el diseñador deberá dar la justificación de las exclusiones de fallos.

### Validación del plan
El plan de validación deberá identificar y describir los requisitos para llevar a cabo el proceso de validación, además de identificar los medios que deben emplearse para validar las funciones y categorías de seguridad. Se deberán indicar:
- La identidad de los documentos de especificaciones.
- Las condiciones operativas y ambientales.
- Los principios básicos de seguridad.
- Los principios de seguridad de eficacia probada.
- Los componentes bien probados.
- Los supuestos fallos y exclusiones de fallo a considerar, como por ejemplo, las listas de fallo informativas.
- Los análisis y pruebas que deben aplicarse.[1]

### Información para la validación
La información necesaria para la validación variará con la tecnología utilizada, la lógica de diseño del sistema y la contribución de las partes relacionadas con la seguridad de los sistemas de control para la reducción del riesgo. Los documentos que contiene información suficiente en la lista siguiente se incluirán en el proceso de validación:
- Especificación del rendimiento esperado de las funciones de seguridad y de las categorías.
- Dibujos y especificaciones para componentes.
- Diagramas de bloques con la descripción funcional de los bloques.
- Diagramas de circuito, incluyendo interfaces y conexiones.
- Descripción funcional del diagrama de circuito.
- Diagrama de tiempo de la secuencia para la conmutación de los componentes.
- Descripción de las características relevantes de los componentes previamente validadas.
- Análisis de todos los fallos pertinentes.
- Análisis de la influencia de los materiales procesados.[1]

Además, cuando el software es relevante para la función de seguridad, la documentación software deberá incluir:
- Una especificación clara y inequívoca, que establece el nivel de seguridad.
- Pruebas de que el software está diseñado para lograr el rendimiento requerido de seguridad.
- Los informes de las pruebas particulares llevadas a cabo para demostrar el nivel de seguridad.[1]

### Validación del registro
El registro deberá demostrar el proceso de validación de cada uno de los requisitos de seguridad. Se puede hacer referencia cruzada a los registros de validación anteriores, siempre que estén debidamente identificados.
Además, para cualquier parte relacionada con la seguridad donde se ha producido un fallo del proceso de validación, el registro deberá describir la parte de las pruebas de validación y análisis que han sido fallidos.

## Validación de los requisitos medioambientales
El rendimiento especificado en el diseño de las partes relacionadas con la seguridad del sistema de control deberá ser validado con respecto a las condiciones medioambientales especificadas para el sistema de control.

Esta validación se llevará a cabo por análisis y, si es necesario mediante ensayo. La extensión del análisis y de las pruebas dependerán de las partes relacionadas con la seguridad, el sistema en el que están instalados, la tecnología utilizada y la condición ambiental que está siendo validada. En este proceso se abordarán las siguientes pruebas:
- Tensiones mecánicas de choque, vibración y entrada de contaminantes.
- Durabilidad mecánica.
- Fuentes de alimentación eléctrica.
- Condiciones climáticas como temperatura y humedad.
- Compatibilidad electromagnética.[1]